# 曼努埃尔·安东尼奥·圣克莱门特
曼努埃尔·安东尼奥·圣克莱门特（西班牙語：Manuel Antonio Sanclemente；1814年9月19日—1902年03月13日），第3任哥伦比亚总统。

## 早年生平
圣克莱门特出生于考卡山谷省中部的布加，曾在考卡大学修习法学。1854年，圣克莱门特成为了哥伦比亚最高法院的法官。在马里亚诺·奥斯皮纳·罗德里格斯总统时期被任命为战争部长。

## 总统生涯
1898年，84岁高龄的圣克莱门特当选总统，何塞·曼努埃尔·马罗金·里考尔特当选副总统。然而就在就职典礼当天，即1898年8月7日，圣克莱门特身体不适，无法宣誓就职。因此，副总统马罗金不得不代其宣誓就职。几周后，圣克莱门特通知参议院，他打算于1898年11月3日就任总统。参议院又将其意图通知了众议院。众议院反对该日期，提议于11月5日就职。而参议院又反对众议院的安排。圣克莱门特在11月3日表示，如果众议院在国会联席会议上不与参议院统一意见，他将像以往的总统一样在最高法院宣誓。几天后，众议院承认他的就职典礼。在这一时期，由于他的身体无法适应波哥大的高原环境，因此他选择在海拔更低的比列塔办公。马罗金等人对圣克莱门特否定他的政策感到不满，联合数位波哥大的保守党要人试图架空圣克莱门特。
1899年10月，哥伦比亚自由党发动了千日战争，始于桑坦德，并蔓延到整个国家。1900年7月31日，保守党其他要人们决定推翻圣克莱门特。包括何塞·比森特·孔查和米格尔·阿瓦迪亚·门德斯等保守党要人们将圣克莱门特软禁在比列塔并让马罗金上台。1902年3月13日，圣克莱门特死于比列塔。